# Arrifana (Vila Nova de Poiares)
Arrifana ist eine Gemeinde (Freguesia) im portugiesischen Kreis Vila Nova de Poiares. In ihr leben 1219 Einwohner (Stand 19. April 2021).